# هاوارد فلوري
هاوارد ولتر فلوري (بالإنجليزية: Howard Walter Florey)‏ ـ (24 سبتمبر 1898 ـ 21 فبراير 1968) البارون فلوري، حامل رتبة الجدارة الفرنسية، وزميل الجمعية الملكية وزميل كلية الأطباء الملكية، هو عالم صيدلة وأمراض أسترالي، تقاسم  جائزة نوبل في الطب لعام 1945 مع السير إرنست بوريس تشين والسير ألكسندر فليمنغ لدوره في تخليق عقار البنسلين، الذي قُدّر أنه أنقذ أكثر من 200 مليون شخص، وبالتالي يعتبره المجتمع العلمي والطبي الأسترالي أحد أعظم شخصياته، وقد وصفه رئيس الوزراء الأسترالي السابق الأطول حكمًا السير روبرت منزيس بأنه «في ما يتعلق بسلامة العالم، كان فلوري أهم رجل وُلد في أستراليا على الإطلاق».
على الرغم من حصول فلمنج على معظم الفضل في اكتشاف البنسلين، فإن فلوري هو الذي أجرى أول تجارب سريرية على الإطلاق في عام 1941 للبنسلين في مستشفى رادكليف في أكسفورد على شرطي مريض من أكسفورد. بدأ المريض يتعافى لكنه توفي لاحقًا لأن فلوري لم يكن قادرًا في ذلك الوقت على إنتاج ما يكفي من البنسلين. فلوري وتشاين هما اللذان جعلا من البنسلين علاجًا مفيدًا وفعالًا، بعد أن تم التخلّي عن المهمة بسبب أنها صعبة للغاية.

## نشأته وتعليمه
وُلد هاوارد فلوري في مالفيرن، وهي ضاحية جنوبية في أديلايد، جنوب أستراليا، وهو أصغر ثلاثة أطفال لوالديه وابنهما الوحيد. كان والده، جوزيف فلوري، مهاجرًا إنجليزيًا، وكانت والدته بيرثا ماري فلوري أستراليةً من الجيل الثاني.
تلقى فلوري تعليمه في إعدادية كلية كيري (الكلية الاسكتلندية حاليًا) ثم كلية القديس بطرس، أديليد، حيث تميز أكاديميًا في الكيمياء والفيزياء، ولكن ليس في الرياضيات. لعب أيضًا في فريق المدرسة للعديد من الألعاب الرياضية مثل لعبة الكريكيت وكرة القدم وألعاب القوى والتنس. درس الطب في جامعة أديلايد، من عام 1917 إلى عام 1921، دراسةً مدفوعةً بالكامل عن طريق منحة دراسية حكومية حصل عليها.

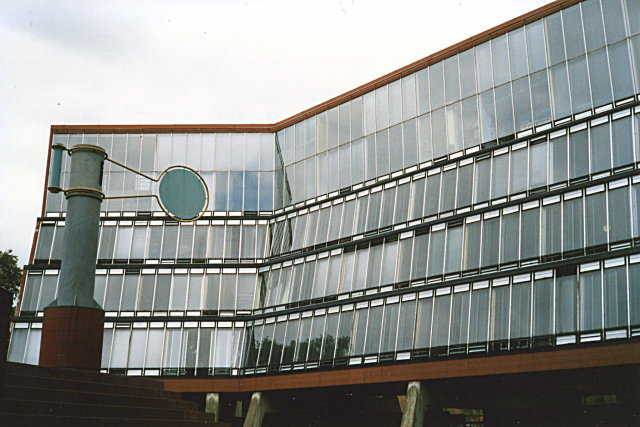
مبنى فلوري

واصل فلوري دراساته في كلية ماغدلين بأكسفورد كعالم رودس تحت وصاية السير تشارلز سكوت شيرينغتون، وحصل على درجة البكالوريوس في عام 1924 والماجستير في عام 1935. في عام 1925، غادر أكسفورد للدراسة في جامعة كامبريدج، وخلالها حصل على زمالة من مؤسسة روكفلر ودرس في الولايات المتحدة لمدة عشرة أشهر. عاد إلى إنجلترا في عام 1926، وانتُخب لزمالة في كلية جونفيل وكايوس، كامبردج، وبعد عام حصل على درجة الدكتوراه.

## مسيرته المهنية
بعد كامبريدج، عُيّن فلوري في كرسي جوزيف هانتر لعلم الأمراض في جامعة شيفيلد في عام 1932. في عام 1935، عاد إلى أكسفورد كأستاذ علم الأمراض وزميل في كلية لينكولن في أكسفورد، على رأس فريق من الباحثين. من خلال العمل مع إرنست بوريس تشاين ونورمان هيتلي وإدوارد أبراهام، قرأ ورقة ألكسندر فلمنج التي تناقش الآثار المضادة للبكتيريا لعفن المِكنسية المُعيَّنية (Penicillium Notatum).
في عام 1941، عالج هو وتشاين أول مرضاهما، ألبرت ألكسندر، الذي كان مصابًا بالتهاب صغير في زاوية من فمه، والذي انتشر بعد ذلك مؤديًا إلى إصابة خطيرة في الوجه بسبب بكتريا المكورات العقدية والمكورات العنقودية. تورم كامل وجهه وعيناه وفروة رأسه إلى الحد الذي أُزيلت فيه عينه لتخفيف الألم. في غضون يوم من إعطائه البنسلين، بدأ يتعافى. ومع ذلك، فإن الباحثان لم يكن لديهما ما يكفي من البنسلين لمساعدته على الشفاء التام، فانتكست حالته ومات. بسبب هذه التجربة وصعوبة إنتاج البنسلين، غير الباحثان تركيزهما إلى الأطفال، الذين يمكن علاجهم بكميات أقل من البنسلين.

قام فريق أبحاث فلوري بالبحث في إنتاج العَفَن على نطاق واسع واستخراج العنصر الفعال بكفاءة، ونجحوا إلى حد جعل إنتاج البنسلين، بحلول عام 1945، عملية صناعية للحلفاء في الحرب العالمية الثانية. ومع ذلك، قال فلوري إن المشروع كان هدفه في الأصل البحث في مصالح علمية، وإن الاكتشاف الطبي كان بمثابة مكافأة إضافية:
«يعتقد البعض أحيانًا أنني والآخرين عملنا على البنسلين لأننا مهتمون بمعاناة الإنسانية. لا أظن أننا فكرنا في ذلك. كان هذا تمرينًا علميًا مثيرًا للاهتمام، ولأنه كان مفيدًا جدًا في مجال الطب، فقد كان هذا مُرضيًا للغاية، لكن هذا لم يكن السبب في أننا بدأنا العمل عليه.» -  هاوارد فلوري
ويقول أيضًا:
«كان تطوير البنسلين بمثابة جهد جماعي، تمامًا مثلما تميل هذه الأشياء إلى أن تكون.»
شارك فلوري جائزة نوبل في علم وظائف الأعضاء أو الطب في عام 1945 مع إرنست بوريس تشاين وألكسندر فلمنج. لاحظ فلمنج أولًا خصائص المضادات الحيوية للعفن الذي يُصنع منه البنسلين، ولكن تشاين وفلوري هما اللذان طورا هذا إلى علاج مفيد.
في عام 1958، افتتح فلوري كلية جون كورتين للأبحاث الطبية في الجامعة الوطنية الأسترالية في كانبيرا. في عام 1965، جعلته الملكة اللورد فلوري وعُرض عليه دور مستشار الجامعة الوطنية الأسترالية وقَبل به.

## التكريمات والجوائز
حاز فلوري في 18 يوليو 1944 على رتبة فارس. وحاز في عام 1947 على الميدالية الذهبية للجمعية الملكية للطب.
حصل على وسام ليستر في عام 1945 لمساهماته في العلوم الجراحية. كانت خطبة ليستر، التي قُدّمت في الكلية الملكية للجراحين في إنجلترا في وقت لاحق من ذلك العام، بعنوان «استخدام الكائنات الدقيقة لأغراض علاجية». في عام 1946، منحته جامعة ساو باولو درجة الدكتوراه الفخرية.
انتُخب فلوري عضوًا في الجمعية الملكية في عام 1941 وأصبح رئيسًا لها في عام 1958. في عام 1962، أصبح فلوري مديرًا لكلية كوينز في أكسفورد. خلال فترة إدارته للجامعة، أنشأت الكلية مبنى سكنيًا جديدًا، أُطلق عليه اسم «مبنى فلوري» على شرفه. صمم المبنى المهندس المعماري البريطاني السير جيمس ستيرلنغ.
في 4 فبراير 1965، عُيّن السير هاوارد كزميل دائم وأصبح البارون فلوري لأديلايد في ولاية جنوب أستراليا وكومنولث أستراليا ومارستون في مقاطعة أكسفورد. كان هذا شرفًا أعلى من لقب فارس الذي مُنح لمكتشف البنسلين، السير ألكسندر فلمنج، وقد أدرك العمل الضخم الذي قام به فلوري في إتاحة البنسلين بكميات كافية لإنقاذ ملايين الأرواح في الحرب، على الرغم من شكوك فلمنج في أن ذلك ممكن. في 15 يوليو 1965، عُيّن فلوري كعضو في وسام الاستحقاق.
شغل فلوري منصب رئيس الجامعة الوطنية الأسترالية من عام 1965 حتى وفاته في عام 1968. وسُمّيت قاعة المحاضرات في كلية جون كيرتن للبحوث الطبية تيمنًا به خلال فترة عمله في الجامعة الوطنية الأسترالية.

## تكريماته بعد وفاته وإرثه
ظهرت صورة فلوري على الأوراق المالية الأسترالية من فئة 50 دولارًا لمدة 22 عامًا (1973-1995)،  وسُمّيت ضاحية فلوري في إقليم العاصمة الأسترالية باسمه. معهد فلوري للعلوم العصبية والصحة العقلية، الذي يقع في جامعة ملبورن في فيكتوريا، ومسرح محاضرات في كلية الطب بجامعة أديليد سُمّيا أيضًا باسمه. كانت جائزة الطالب الأسترالي التي توقف العمل بها، الممنوحة لخريجي المدارس الثانوية البارزين، تسمى سابقًا «جائزة طالب اللورد فلوري» تقديرًا له.
سُميت وحدة فلوري التابعة لمستشفى رويال بيركشاير في ريدينغ، بيركشاير، باسمه.
سُمي معهد فلوري لدراسة التفاعلات بين المضيف ومسببات المرض في جامعة شيفيلد على شرفه.

## روابط خارجية
- هاوارد فلوري على موقع الموسوعة البريطانية (الإنجليزية)
- هاوارد فلوري على موقع مونزينجر (الألمانية)
- هاوارد فلوري على موقع ميوزك برينز (الإنجليزية)
- هاوارد فلوري على موقع إن إن دي بي (الإنجليزية)